# Metacomet
Metacom (environ 1639-12 août 1676), aussi connu en tant que King Philip (« Roi Philip »), était un chef de guerre amérindien (ou sachem) de la tribu Wampanoag, en Nouvelle-Angleterre dans l'actuel État du Massachusetts, aux États-Unis.
C'est une personnalité clé des débuts de l'histoire coloniale anglaise pré-étatsunienne : il mène une coalition anti-anglaise durant la guerre du Roi Philip.

## Biographie
Metacom est le second fils de Massasoit. Il devient chef en 1662 lorsque son frère Wamsutta (en) (ou « Roi Alexander ») décède.
La veuve de ce dernier, Weetamoo, sachem de la tribu Pokanoket (en), devient son alliée et amie pour le reste de sa vie. Metacom se marie avec Wootonekanuske, la plus jeune sœur de Weetamoo.
Metacom déteste la chrétienté. Il pense qu'il s'agit d'une horrible religion et qu'il serait un chef irresponsable en acceptant la conversion. Beaucoup essayent de le convertir mais tous échouent. Au début, il cherche à vivre en harmonie avec les nouveaux colons. En tant que Sachem, il s'occupe du commerce avec ces derniers. 
Metacom a ensuite été appelé « Roi Philippe » par les Anglais. Il prend le nom de Philip et achète ses vêtements à Boston.
Les colonies continuent à s'étendre en Amérique du Nord à partir de l'est. À l'ouest, la Confédération Iroquoise continue également son expansion en repoussant les tribus ennemies vers l'est. Ces tribus sont ainsi repoussées sur le territoire de la tribu de Metacomet. 
Finalement, en 1671, les chefs de la colonie de Plymouth le forcent à accepter de nombreuses concessions. Il cède une bonne partie de l'armement et de munitions de sa tribu et doit accepter les lois anglaises. La tension monte jusqu'à l'éclatement des hostilités en 1675.

## Guerre de roi Philip

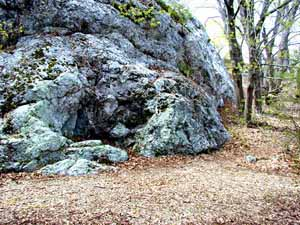
« Trône du roi Philip », un lieu de réunion sur le mont Hope (Rhode Island).

Metacomet se dépêche de lever son armée de guerriers pour les entraîner dans une insurrection qui porte le nom de « guerre du Roi Philip ». Mary Rowlandson, qui avait été faite prisonnière lors d'un raid sur Lancaster, écrit un article sur une réunion avec Metacomet pendant sa captivité. Lorsqu'il sent que la guerre tourne mal pour son camp, il trouve refuge dans le grand marécage Assowamset au sud de Rhode Island. Il y reste un long moment avec sa famille et quelques suiveurs.
Traqué par un groupe de rangers conduits par le capitaine Benjamin Church, il est abattu par John Alderman, un Amérindien converti au christianisme le 12 août 1676 dans le marais Miery à proximité du mont Hope à Bristol. Après sa mort, sa femme et son fils de 8 ans sont capturés, puis vendus comme esclaves et envoyés dans les Bermudes. La tête de Metacomet est empalée sur un pic à l'entrée de Fort Plymouth durant deux décennies. Son corps est découpé en morceaux, pendus dans des arbres. Alderman prend une des mains comme récompense.

## Changement de nom
En 1661, Massasoit se présente devant le tribunal de Plymouth pour demander que ses enfants reçoivent des noms anglais. Wamsutta est renommé Alexander, tandis que Metacom devient Philip. 

## Adaptations
- Dans le conte Le Diable et Daniel Webster de Stephen Vincent Benét, Metacomet est tué par une balle dans la tête (dans la réalité il sera tué d'une balle dans le cœur). Il est caricaturé comme un traitre des États-Unis.
- Metacomet apparait dans le film de 1995 Les Amants du nouveau monde.
- Dans son roman de 1820 The Sketch Book of Geoffrey Crayon, Washington Irving le dépeint dans une version plus sympathique dans le sketch Philip of Pokanoket.

## Héritages

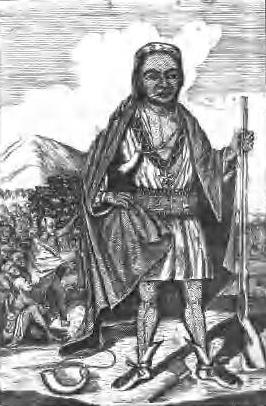
Philip, King of Mount Hope, 1772 par Paul Revere. Revere représenta l'homme comme un pygmée en vue de le rendre repoussant.

- Metacomet Mill à Fall River (Massachusetts), construit en 1847 est le plus vieux moulin pour textile toujours existant de la localité.
- King Philip Mills à Fall River (Massachusetts), moulin construit en 1871.
- USS Metacomet, un navire de guerre américain de 1863.
- Metacomet Ridge, une longue arête rocheuse des Appalaches de 170 kilomètres de long.
- Metacomet Trail, un grand sentier de randonnée du centre du Connecticut.
- Metacomet-Monadnock Trail, un grand sentier de randonnée au Massachusetts et au New Hampshire.
- King Philip Regional High School, une école à Wrentham (Massachusetts).
- Metacom Avenue, une route de Bristol et Metacomet Street à Walpole (Massachusetts).
- King Philip Avenue, une route de Bristol (Rhode Island).
- King Philip Mountain, un sommet de Talcott Mountain près de Hartford (Connecticut)
- King Phillip's Cave à Norton (Massachusetts), une grotte qui aurait abrité le Metacomet[5]
- Metacomet Park à Medfield (Massachusetts).
- King Philip Middle School, une école de West Hartford (Connecticut).